# 民族文化宫
39°54′25″N 116°21′46″E / 39.90681°N 116.36264°E

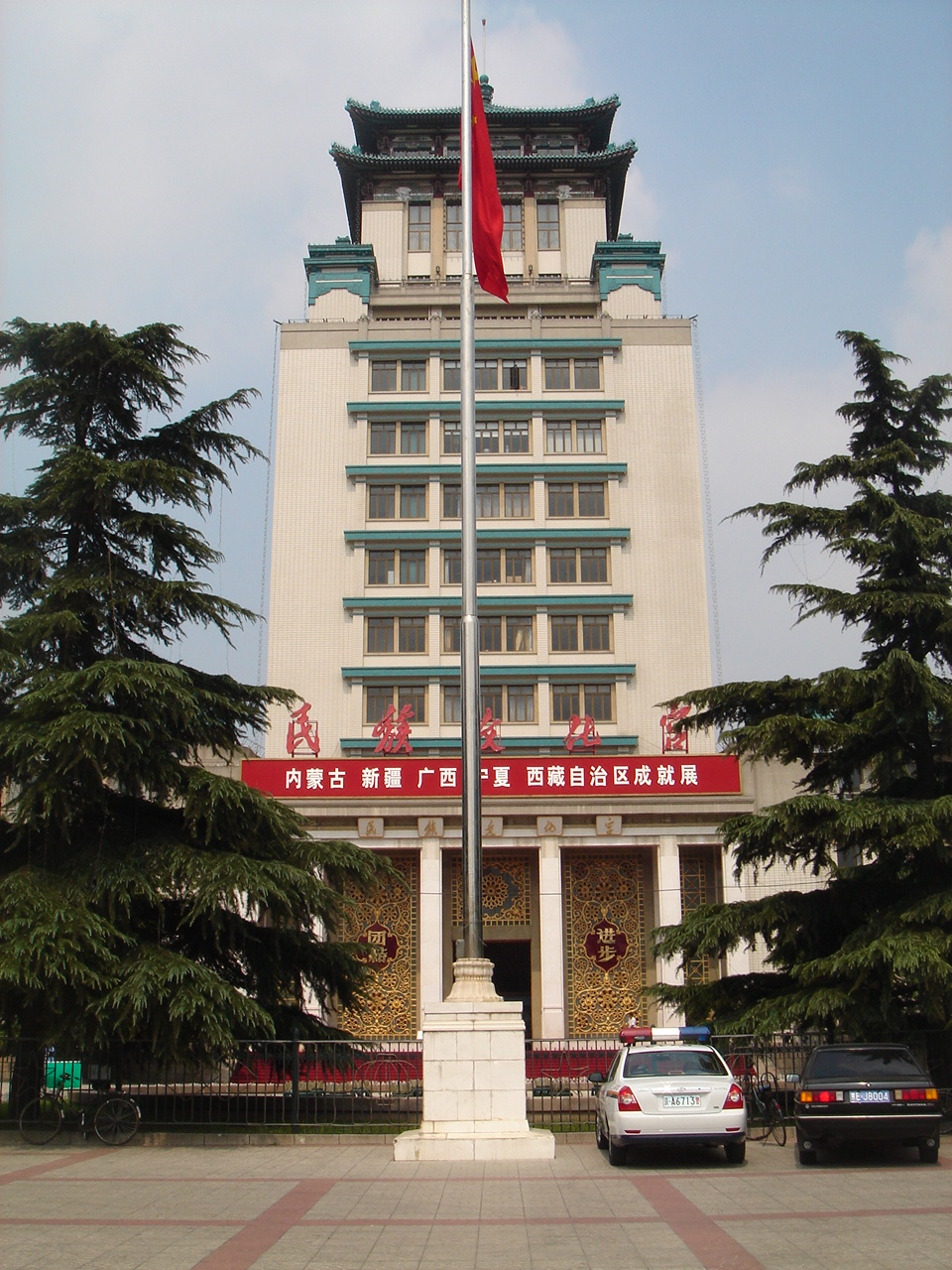
民族文化宫

民族文化宫简称民族宫，位于北京市西城区复兴门内大街49号，南临复兴门内大街。1959年10月落成，旧址为都察院。现已发展为集五大功能区为一体的公益性文化事业单位，直属于中华人民共和国国家民族事务委员会。

## 历史
1950年，中共中央主席毛泽东在中共中央政治局会议上提出：“我国是个多民族国家，新中国成立后，每年都有许多少数民族同胞来到首都北京参观访问，要给少数民族建一个宫，不但可以作为各民族大团结的象征，还可以作为少数民族同胞活动的中心。”1951年10月10日，中央民委（今国家民委的前身）上报中央人民政府政务院（今中华人民共和国国务院的前身）总理周恩来请示兴建民族文化宫，政务院批复同意，拟建在东单广场。后来由于抗美援朝及国家经济形势限制，该计划未能列入日程。1954年9月，达赖、班禅到北京参加第一届全国人民代表大会第一次会议。同年9月11日，毛泽东在中南海勤政殿接见达赖和班禅。这是毛泽东首次接见达赖，也是首次同时接见达赖和班禅。同年，中共中央政治局有关人员向国家民委打电话，询问民族文化宫的建设筹备情况，让国家民委向毛泽东汇报。
1955年，毛泽东接见了西藏国庆观礼团，在送达赖、班禅回西藏时，毛泽东说：“你们要走了，我也没有什么礼物可送，就送你们八个字：团结、进步、更加发展。作为临别赠言。”班禅说：“毛主席的教导非常重要，我一定牢记在心，认真贯彻。”毛泽东又说：“前年我对国庆观礼团的朋友们说了这个意思，旧话重提，无非是要引起大家的重视，进一步搞好团结，争取进步和发展。”毛泽东还说：“团结了、进步了，也就会发展。”1959年，在设计民族文化宫的大门时，多种方案都不令人满意。后来国务院副总理乌兰夫提出，在大门上使用“团结进步”四个大字，团结进步了，各民族便会繁荣发展。
1959年1月14日，民族文化宫筹备委员会成立，国家民委副主任萨空了（民族文化宫第一任主任）在会上发表讲话。

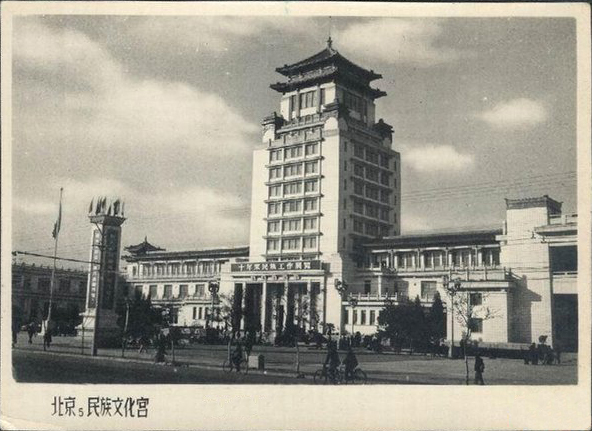
1959年的民族文化宫，正在举办“十年来民族工作展览”。1959年10月6日，在民族文化宫举行落成典礼的同时，“十年来民族工作展览”在民族文化宫开幕。这是民族文化宫举办的第一个展览。

1958年4月15日，民族文化宫动工。1959年8月，民族文化宫基本竣工。1959年民族文化宫竣工时，国家民委副主任汪锋向毛泽东汇报，毛泽东说：“我都知道了，你们搞得不错。”并亲笔题写了“民族文化宫”五个大字。
1959年9月23日，民族文化宫即将落成之际，郭沫若为其题词：“中华自古多弟兄，屹立崔嵬民族宫。团结一心期进步，经营不日庆成功。传奇丰富多文采，创业辛勤冀大同。碧瓦银墙风格美，长安街上万灯红。”
1959年10月6日，民族文化宫落成典礼暨“十年来民族工作展览”开幕式举行。
1983年，民族文化宫主动放弃国家全额拨款，改成了经费自收自支。1990年代，由于市场经济不断发展，民族文化宫为了生存，不得不常年大量举办商业展览，并对外出租场馆及设施。这引起了社会各界的关注。全国人大代表及全国政协委员多次提案，建议国家财政扶持民族文化宫恢复原有功能及形象。经中央领导关心，在中编办、国家发改委、财政部的支持下，2009年，民族文化宫改制为公益性文化事业单位，由国家财政全额拨款。
1997年，国家拨款对民族文化宫开展抗震加固。2010年4月，中央领导听取了国家民委关于民族文化宫修缮工程的汇报，并作出指示。2011年11月，为了更有力地落实民族文化宫装修改造工程的部署，国家民委调整了民族文化宫主要负责人。2013年1月，民族文化宫装修改造工程通过验收。

## 建筑

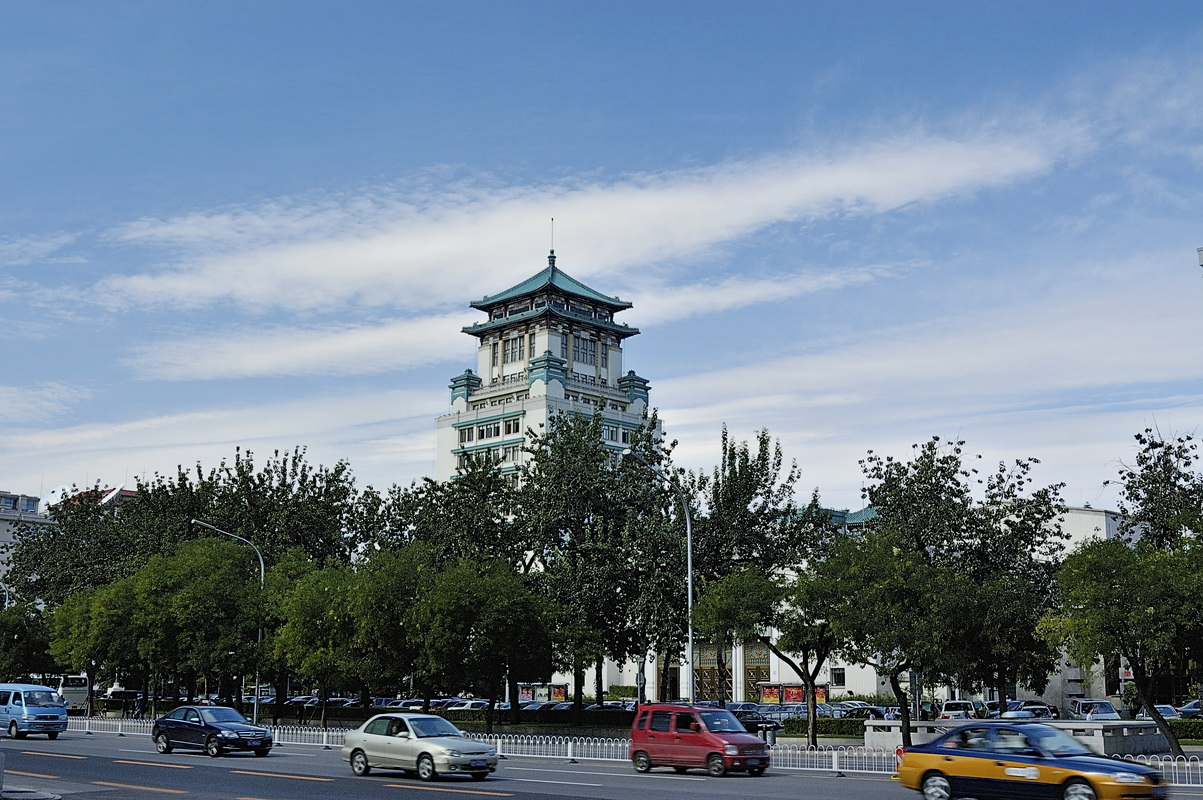
2008年的民族文化宫外景

民族文化宫由北京市建筑设计研究院负责设计，设计师为张镈。张镈广为人知的作品还有人民大会堂、北京饭店东楼、友谊宾馆、钓鱼台国宾馆等。国家民委向北京市建筑设计研究院提出的民族文化宫整体设计要求是一定要体现民族特色、民族风格。设计民族文化宫方案时，正值中华人民共和国开展“反贪污、反浪费、反官僚主义”的“三反运动”，设计人员怕犯错误，不敢将面积设计得太大，最初仅设计了建筑面积7000多平方米。经反复讨论，修改了16次，确定了中央建高层塔式建筑，两翼对称，平面呈“山”字形，集合亭台楼阁塔于一身的设计方案。设计方案确定之后，设计人员仍担心民族文化宫的民族形式“犯错误”，主持筹备及建设民族文化宫的张西铭便带着已设计好的民族文化宫微模型，找到国务院副秘书长齐燕铭（当时具体分管民族文化宫建设资金及协调等方面工作），齐燕铭带着张西铭到周恩来总理办公室汇报。周恩来听取汇报后对张西铭说：“民族文化宫用点儿民族形式，不犯错误嘛。”
民族文化宫建筑面积32000平方米，楼体均为白色。主楼为塔形，13层，高67米。东西两侧有翼楼环抱着中心广场，中央展览大厅向北面伸展，檐顶以孔雀蓝琉璃瓦装饰。中央大厅两扇大门上书“团结”、“进步”。1994年，民族文化宫被北京市民选为50座“我最喜爱的民族风格建筑”之首。民族文化宫作为中华人民共和国“第一宫”载入英国出版的《世界建筑史》。1999年国际建筑师协会第二十届大会上，民族文化宫被选为20世纪中国建筑艺术精品之一。

## 功能
民族文化宫是中华人民共和国成立后唯一以举办各种民族活动为主的场所及机构，也是党和国家领导人举办政治活动、与少数民族上层人士共商国是、交友联谊的场所，是少数民族举办重大节日庆典的主要场所。在2010年至2011年的装修改造工程以前，民族文化宫的主要功能及任务是：“宣传党的民族政策和民族工作成就，介绍、展示和交流少数民族优秀的传统文化，对青少年进行国际主义、爱国主义、民族团结教育；为广大人民群众和民族工作者提供图书资料服务；保护和传承少数民族文化遗产。”民族文化宫的宗旨是：为民族文化事业服务，为民族工作服务，为各民族的团结进步事业服务。
民族文化宫最初由博物馆、图书馆、文娱馆三部分组成。2010年至2011年装修改造前，民族文化宫设有博物馆、中国民族图书馆、民族画院、中国民族年鉴社、展览馆、大剧院、宾馆等部门。
根据中央领导的指示，按照中编办关于明确民族文化宫为公益性文化事业单位的批复以及国家民委关于全面恢复民族文化宫文化功能的要求，2011年装修改造之后的民族文化宫定位为“三个一”，即“一个窗口、一个中心、一个阵地”：“宣传党和国家民族政策及民族区域自治制度，展示少数民族和民族地区发展成就的窗口；开展民族文化活动，保护传承少数民族历史文化遗产的中心；对内进行爱国主义和民族大团结教育，对外是回击西方敌对势力利用我民族宗教问题对我西化分化政治图谋的重要阵地。”
按照这一定位，民族文化宫装修改造之后分成五个功能区：
- 展览展示功能区：建筑面积9920平方米（包括主楼六个厅及西配楼地下一层），用来举办民族工作成就展览、文化专题展览等展览，开展爱国主义及民族团结教育。
- 文艺演出功能区：即民族文化宫大剧院，建筑面积5763平方米，用来举办少数民族文化交流及文艺汇演活动。
- 少数民族文献收藏和图书、借阅功能区：即中国民族图书馆，建筑面积2700平方米，用来进行少数民族文献收藏、借阅、研究等活动。
- 文化艺术交流、文物陈列、会议、接待功能区：包括主楼3层至12层，建筑面积7000平方米。其中设有大会议室、宴会厅、会客厅、陈列区、多功能厅，用于党和国家领导人同民族宗教界上层人士进行交友联谊、共商国是活动，民族地区领导人来北京处理政务，开展工作交流。
- 民族文化活动功能区：建筑面积5300平方米，位于西配楼的餐厅，原来长期对外出租，2015年出租合同到期后计划改为民族文化活动场所，用来举办少数民族节日庆典等等文化活动。[2]

### 民族文化宫陈列室
1959年10月，民族文化宫博物馆建成并对外开放。1979年改称“民族文化宫展览馆”。1997年9月恢复原名“民族文化宫博物馆”。2010年初，民族文化宫改制之后，改称“民族文化宫陈列室”。
民族文化宫博物馆是中国自然博物馆协会、中国博物馆学会、北京市博物馆学会第一批团体会员，也是北京市第一批登记注册的55家博物馆之一。2006年2月，在国家民委、国家文物局、中国博物馆学会的支持下，民族文化宫陈列室（博物馆）与民族地区博物馆发起成立了“中国博物馆学会民族博物馆专业委员会”。
博物馆现有展厅面积3780平方米，有5个展览大厅。收藏中国各少数民族的古代、近现代藏品50000多件，包括生产工具、生活用品、民间乐器、服装服饰、工艺美术、宗教用品、印玺、钱币、文书、封诰等等，另有图片资料60000多幅，图书文献资料2000多册，音像资料500多盘。
1994年9月，该馆推出了经过充实后的基本陈列《中国少数民族传统文化系列展——服饰、乐器、工艺美术品》，展览分为三部分：第一部分为民族服饰，第二部分为民族乐器，第三部分为工艺美术品。

### 中国民族图书馆
中国民族图书馆是中国唯一一家全国性的民族专业图书馆，现有60万册藏书，以民族文献为主，外文文献为辅，有藏文、蒙古文、维吾尔文、哈萨克文、朝鲜文、彝文、水文等24种民族文字的文献。其中，有民族文字古籍17万余册，许多是特藏文献及孤本。特藏文献中包括各种民族文字刻本、写本、金石拓片、舆图，以及珍贵的贝叶写本、菩提叶写本等等。汉文古籍中大批收藏了民族史志、地方志、传记、年谱，并且有部分孤本。21世纪初，中国民族图书馆仿真复制出版了《金刚经》（菩提叶写本）、《百苗图》、《奉使图》等文献。
中国民族图书馆是中国图书馆学会常务理事单位，积极组织并推动民族地区图书馆学术研究。1983年以来，中国民族图书馆多次主办、承办过全国民族地区图书馆学术研讨会。

### 民族画院
1981年，民族画院成立。该画院曾获国画家李苦禅、吴作人、蔡若虹等的支持。到21世纪初，民族画院收藏着2600余幅书画作品，还拥有一支创作队伍，包括国家一级美术师王林旭、周智慧等人。

### 中国民族年鉴社
《中国民族年鉴》于1995年创办。2004年3月，经国家民族事务委员会批准，民族文化宫成立中国民族年鉴社。《中国民族年鉴》每年出版1卷。其中2000卷获得中央级年鉴“优秀条目奖”，2001卷获得“第一届全国年鉴编纂质量评比优秀奖”，2003卷获得“2004年鉴编纂质量综合评比一等奖”。

### 民族文化宫展览馆
民族文化宫展览馆有5个展览大厅，展厅面积达到3780平方米。除了举办少数民族工作成就展及民族文化展之外，还组织、承办国内外经济及文化展览、展销会，并向社会提供展览场地、展览设备租赁等服务。

### 民族文化宫大剧院
民族文化宫大剧院拥有1100个座席，其中包括42个VIP座席，承办各类文艺演出，接待各类会议、放映立体声电影。民族文化宫大剧院下设演出策划部、技术部、票务部、场务部等部门。